# 山田和昭
山田 和昭（やまだ かずあき、1963年（昭和38年）- ）は、日本の経営者である。日本鉄道マーケティング代表、元若桜鉄道株式会社代表取締役社長。

## 経歴

### 概要
1963年（昭和38年）生まれ。早稲田大学高等学院(早稲田大学高等学院・中学部の人物一覧)、早稲田大学(現早稲田大学創造理工学研究科・創造理工学部)卒。IT業界のマーケティング職を経て2012年秋田県のローカル鉄道由利高原鉄道のITアドバイザーに就任。PR戦略、ネットマーケティング、商品企画、応援団設立等を通じて業績改善に貢献。ローカル鉄道・地域づくり大学第一回修了生。2013年ローカル鉄道を対象にマーケティング戦略・計画・実施の支援サービスを行う日本鉄道マーケティングを起業。由利高原鉄道、山形鉄道、熊本電鉄等を顧客とした。

### IT業界
- 1987年 CSK (企業) 第一次AIブームの中、営業・企画を担当[3]
- 1995年 ロータス (ソフトウェア) 製品マーケティングを担当[4]
- 2000年 コグノス マーケティング本部長[5]
- 2005年 SAS Institute マーケティング本部長 リード開発などを立ち上げ[6]

IT業界での実績

### 鉄道業界転身
- 2011年3月 東日本大震災にて、岩手の第三セクター鉄道三陸鉄道が震災復興支援列車を走らせ[7]、被災者の心に希望を灯したことを見て、地域にとってかけがえのない鉄道の危機を救おうと決意。
- 2012年 山田は公共交通関連の勉強会等に積極的に参加し、人脈を築く。秋田県のローカル鉄道由利高原鉄道のITアドバイザーに就任し、同鉄道のPR戦略、ネットマーケティング、商品企画、応援団設立等を通じて業績改善に貢献。由利高原鉄道での実績
- 2013年 ローカル鉄道を対象にマーケティング戦略・計画・実施の支援サービスを行う日本鉄道マーケティングを設立[8]。全国の地域鉄道に鈴入りのダイレクト・メールを送付し、提案営業の行脚をしつつ、各社との関係を結び、由利高原鉄道、山形鉄道、熊本電気鉄道等を顧客とした。

### 若桜鉄道
- 2014年
  - 6月：鳥取県を走る若桜鉄道が社長を公募[9]
  - 9月：社長に選任される[10]。そのため、日本鉄道マーケティングは事業を休止した。
  - 11月：観光列車「若桜谷観光号」を運行開始[11]
- 2015年
  - 4月：SL走行社会実験を実施[3]。この実験における集客は13,468名にのぼり、経済波及効果は1,805万円と算出された[12]。
  - SL走行社会実験の報道
- 2016年
  - 大型二輪車スズキ・隼と列車を並走させる隼ラッピング車お披露目パレードを実施[13]。隼ラッピング並走パレードの報道
  - 老朽化の進むWT3000形気動車を水戸岡鋭治氏デザインによる「昭和」としてリニューアルすることを発表[14]。
  - バス会社との共同開催イベント「鳥取・若桜谷のりものまつり」の開催[15]。

など矢継ぎ早の策をとり、同社の経営改善を進めた。
- 2017年
  - 3月 鳥取県東部地域公共交通網形成計画が策定され[16]、若桜鉄道の増発や平行する日本交通路線バス若桜線との連携と時間間隔調整が盛り込まれ、実現すれば利便性の飛躍的な向上が期待される。
  - 6月に初の作詞を手がけた「若桜鉄道 旅立つ始発駅」の動画を公開[17]。若桜鉄道再生への道筋がついたことから社長を辞任した[18]。

「若桜鉄道での実績」
若桜鉄道関連の報道

### 津エアポートライン
- 2018年 両備ホールディングス入社、三重県津市津なぎさまちと中部国際空港を結ぶ定期航路津エアポートラインシニアエキスパートに就任。
- 2018年12月 三重県へインバウンドを誘客するため、アジア・欧米で99％と高い認知率の忍者をテーマに「忍者高速船キャンペーン」を発表[19]。

「津エアポートラインでの実績」
「津エアポートライン関連の報道」

### 近江鉄道
- 2021年
  - 2月 近江鉄道構造改革推進部 部長に就任。
  - 10月 近江鉄道無料デイ、沿線連携イベントを立案・推進[20][21]
- 2022年
- 2023年
  - 9月 「まちづくりと交通の広場しが2023」を発表、交通まちづくりを啓発する連続4回のフォーラムを開催[22]。
- 2024年3月 近江鉄道上下分離開始に伴い退職

「近江鉄道での実績」
近江鉄道関連の報道

### 日本鉄道マーケティング事業再開
- 2024年
  - 4月 日本鉄道マーケティング事業再開[23][24]
  - 5月 乗りものニュース[25][26]
  - 8月
    - マーケティング推進プログラムを高速バスマーケティング研究所と発表[27]。以下4プロジェクトを支援開始。
    - 公共交通マーケティング研究会 (代表幹事 名古屋大学 加藤博和教授)
    - 地域交通リ・デザイン (主導 福島大学 吉田樹教授)
    - 人と環境にやさしい交通まちづくりプラットフォーム滋賀(代表 関西大学 宇都宮浄人教授)
    - Rail-DiMeC（鉄道の災害医療への活用）研究会(主催 早稲田大学 梅津光生名誉教授)[28][29]

  - 9月
    - 羽越本線高速化シンポジウム 基調講演[30]
    - 「湖国と文化」第189号 特集 「道の国」の鉄道とまちづくりに寄稿[31]

  - 10月  JRM News Letter 発行開始
  - 12月
    - 第24回 貨物鉄道論文賞 最優秀賞を受賞[32]
    - 日本物流学会 中部部会 講演[33][34]
- 2025年
  - 2月 「近江鉄道のあゆみと事業再構築」地域交通を考える第１６号に論考掲載[35]
  - 3月 日本民営鉄道協会  第156回地方交通委員会にて講演[36]
  - 4月 鉄道貨物論文賞を元に、コンテナ革命(コンテナリゼーション)やコンテスタビリティ理論などを解説した記事３本[37][38][39]を発表
  - 5月
    - 中部経済新聞 中経論壇[40] 執筆開始
    - 5月4日-10日 Rail-DiMeC（鉄道の災害医療への活用）研究会 大阪万博出展[41]

## 人
若桜鉄道を変革した公募社長として取り上げられる。これはIT業界におけるマーケティング経験が生かされている。また、近年では地域鉄道の公益性や内部移転についても啓発を進めている。

## 著作
- 『希望のレール』[43]（祥伝社、2016年）ISBN 4396615760